# Lniska (Żukowo)
Lniska (dodatkowa nazwa w j. kaszub. Lniska) – część wsi Żukowo w Polsce, położona w województwie pomorskim, w powiecie kartuskim, w gminie Żukowo. Wchodzi w skład sołectwa Żukowo-Wieś.
W latach 1975–1998 Lniska administracyjnie należały do województwa gdańskiego.
Przez Lniska przepływają dwie rzeki Radunia oraz jej dopływ Strzelenka. Na Raduni umiejscowiona jest elektrownia wodna. 
Od 1997 roku wzrasta sukcesywnie liczba mieszkańców. Proces ten jest związany z przekształcaniem pól uprawnych w działki budowlane. Panoramiczne położenie miejscowości na skraju wysoczyzny Pojezierza Kaszubskiego jest dodatkowym atutem osiedleńczym dla dotychczasowych mieszkańców Trójmiasta. Obecnie obszar Lnisk dzieli się na dwie części: "stare" Lniska (osada Żukowa-Wsi u ujścia Strzelenki do Raduni) i Lniska-Wybudowanie (w sąsiednim sołectwie Leźno).